# İbrahim Yazıcı
İbrahim Yazıcı (* 28. Januar 1948 in Bursa; † 7. Mai 2013 in Bursa) war ein türkischer Geschäftsmann, Politiker und Fußballfunktionär. Er war seit 16. Oktober 2007 der Präsident des türkischen Sportvereins Bursaspor und führte diese Tätigkeit bis zu seinem Tode aus. In dieser Amtszeit erreichte der Verein als türkischer Fußballmeister in der Saison 2009/10 den bisher größten Erfolg der Vereinsgeschichte.

## Leben und Wirken
Yazıcı erlangte in seiner Heimat Bursa die Allgemeine Hochschulreife und war anschließend in der Tourismusbranche tätig. Später gründete er seine eigene Tourismusfirma, die Yazıcı Turizm Şirketler Grubu und war dann Besitzer mehrerer Hotels.
In den 1990er-Jahren begann Yazıcı, auch politisch aktiv zu werden. So wurde er in der 20. Regierungsperiode der Türkei in seiner Heimatprovinz Bursa als Abgeordneter gewählt. An den Wahlen nahm er als Abgeordneter der Anavatan Partisi teil. Für die darauffolgende Regierungsperiode wurde er in der Provinz Muğla als Abgeordneter in die Große Nationalversammlung der Türkei gewählt. Dieses Mal wurde er als Abgeordneter der Doğru Yol Partisi gewählt.

## Fußballfunktionär
Yazıcı wurde 1988 zum ersten Mal zum Präsidenten des türkischen Sportvereins Bursaspor gewählt und blieb vier Jahre lang in diesem Amt. Während dieser Zeit belegte der Fußballklub immer Tabellenplätze im oberen Tabellendrittel. Zudem konnte man sich 1992 gegen Fenerbahçe Istanbul durchsetzen und gewann den Ministerpräsidentenpokal.
Im Oktober 2007 wurde Yazıcı zum zweiten Mal Präsident von Bursaspor. In seiner zweiten Amtsperiode erlangte der Verein die größten Erfolge der Vereinsgeschichte. So beendete man die Saison 2009/10 als türkischer Fußballmeister. Bis zu dieser Saison entschieden die drei großen Istanbuler Vereine Beşiktaş Istanbul, Fenerbahçe Istanbul und Galatasaray Istanbul die Meisterschaft der Süper Lig unter sich. Lediglich in den 1970er- und 1980er-Jahren gelang es Trabzonspor als erstem anatolischen Verein, die türkische Fußballmeisterschaft zu gewinnen und diesen Bann zu lösen. Nach Trabzonspor gelang es Bursaspor als weiterem anatolischen Verein, die großen drei Istanbuler Teams auszustechen und türkischer Fußballmeister zu werden. Durch diese Meisterschaft nahm Bursaspor an der UEFA Champions League der Saison 2010/11 teil und wurde damit der vierte türkische Verein, der an dieser Liga teilnahm. Die Saison 2010/11 beendete man als Tabellendritter der Süper Lig und erlangte nach der türkischen Meisterschaft die zweitbeste Platzierung der Vereinsgeschichte. In der Saison 2011/12 beendete man die Liga auf dem 8. Tabellenplatz, erreichte aber im Türkischen Fußballpokal der Saison 2011/12 das Finale. Hier unterlag man mit 0:4 Fenerbahçe Istanbul und verpasste damit den zweiten Pokalgewinn der Vereinsgeschichte.

## Tod
Seit 2012 erlitt Yazıcı mehrere Herzinfarkte. Zuletzt erlitt er nach dem Erstligaspiel Orduspor-Bursaspor vom 4. Mai 2013 einen Infarkt und lag anschließend drei Tage lang im Koma. Am 7. Mai 2013 verstarb er an den Folgen dieses letzten Herzinfarktes.

## Privates
Yazıcı war bis zu seinem Tode verheiratet und hinterlässt zwei Kinder.